# Althorn
Althorn est une ancienne commune et un écart de la commune française de Gœtzenbruck dans le département de la Moselle.
Il est situé à moins de 500 mètres de la frontière entre le Bas-Rhin et la Moselle.

## Géographie
L'écart est situé au sud-est de la commune de Goetzenbruck, entre Bas-Rhin et Moselle, dans une vallée traversée par le Breidenbach.

## Toponymie

### Althorn
- Anciennes mentions[2],[3],[4] : Altthann (1594) ; Althehorn (XVIIIe siècle) ; Althorn (1756) ; Arthorn (1801).
- En francique rhénan : Althoern[5].
- Sobriquet des habitants : Althorner Ratzer ou Althorner Rotzbuben, « les roupieux d'Althorn ». Les roupieux sont ceux qui laissent pendre en bas du nez les humeurs sécrétées par la muqueuse nasale au lieu de se moucher, ce qui dénote la plus grande malpropreté[6].

### Lieux-dits
- Breidenbach, Horn ou ruisseau d'Althorn[3], ruisseau qui prend sa source à l'ouest d'Althorn et qui se réunit au Moderbach dans l'étang de Mouterhouse pour former la Zinsel du Nord[7].
- Hasselthal, vallée entre Mouterhouse et Althorn.
- Judenthal, vallon directement à la sortie nord-ouest du village.
- Rebsteckenkopf, un mont et une forêt domaniale d'une superficie de 96 hectares, situés sur le territoire de l'ancienne commune d'Althorn[8], à l'ouest du village.
- Schoenthal, vallon et écart directement à la sortie nord-est du village[1].

## Histoire
L’histoire d'Althorn est indissociable de l’histoire de Gœtzenbruck et Sarreinsberg, et de manière plus générale des communes voisines (Mouterhouse, Saint-Louis, Meisenthal, etc.) et de l’ensemble de la région.

### DuVIIIesiècleà nos jours
L’annexe d'Althorn est construite sur l’emplacement de l’ancien village de Horn. Horone est cité en 783 comme village de l’abbaye de Wissembourg et est détruit au XVIe siècle[Information douteuse].
Le nouveau village, appelé Althorn en souvenir de l’ancien village, est fondé en 1594[Information douteuse]. Il est détruit par les Suédois lors de la guerre de Trente Ans en 1633 et ses ruines sont encore visibles en 1769. À partir du début du XVIIe siècle, il commence à se repeupler petit à petit et se développe grâce à la verrerie de Gœtzenbruck et grâce à l’exploitation de mines de fer sur le Plackenberg par les forges de Mouterhouse,. Ces mines doivent être abandonnées plus tard, à cause de la pauvreté du minerai. En 1732, il n’y a encore que quatre habitations à Althorn. Dans le Hasselthal, entre Althorn et Mouterhouse, s'élevaient jadis de nombreuses baraques qui servaient très probablement de refuge aux malheureux habitants des villages détruits pendant les ravages de la guerre de Trente Ans, entre 1618 et 1648. Ces maisons n'existent plus en 1753.
Les habitants d'Althorn ont rédigé leur cahier de doléances le 8 mars 1789. On peut y lire ceci : "Remontre ladite communauté, qui est au nombre de vingt-cinq habitants, tous journaliers et en partie voituriers, qu’ils sont en possession de leur endroit et village de puis quatre-vingts ans, et a été nommée et reconnue pour une communauté par le Conseil de Nancy en l’année 1785. [...] Ils se trouvent journellement importunés par le propriétaire de la forge de Mouterhausen, tant par les rapports que par ses mauvaises façons d’agir contre ladite communauté, par des dégâts qu’il fait dans nos terres; il ne nous accorde aucun bois de bâtiment, même il nous défend de bâtir, il nous met un frein à ne nous pouvoir remuer, même il cherche la ruine totale de la communauté. Les habitants étant pauvres et incapables à pouvoir soutenir des procès qu’il a déjà intentés, ils réclament le pouvoir de Sa Majesté." 
Althorn, annexe de la paroisse de Schorbach, devient succursale de Gœtzenbruck en 1802. Le village est rattaché à Mouterhouse du 13 août 1810 au 2 mai 1837 puis à Sarreinsberg à partir du 27 juin 1838. L’église Saint-Chrodegang est construite en 1841 et le village est érigé en paroisse de l'archiprêtré de Bitche en 1872. La maison forestière du Hasselthal est construite en 1856 et la ferme en 1860.

### Seconde Guerre mondiale
Durant la Seconde Guerre mondiale, un petit groupe de FFI bitchois prend contact avec des FFI de Sarreguemines pour discuter d'une intervention éventuelle. Mais ces résistants bitchois ne disposent que d'un seul fusil-mitrailleur et de quelques fusils. Ils demandent ainsi un parachutage d'armes près d'Althorn où ils connaissent un groupe de maquisards. Ce parachutage n'a jamais eu lieu pour des raisons ignorées jusqu'à nos jours.
Le village fini par être rattaché à Gœtzenbruck le 12 avril 1947.

## Démographie
| 1793 | 1800 | 1806 |
| ---- | ---- | ---- |
| 167  | 184  | 227  |

## Administration

Situation de Goetzenbruck (rouge) au sein du canton de Bitche (gris).

| Date de début           | Date de fin             | Commune              | Canton              |
| ----------------------- | ----------------------- | -------------------- | ------------------- |
| 14 décembre 1789        | 13 août 1810            | Althorn              | Lemberg puis Bitche |
| 13 août 1810            | 2 mai 1837              | Mouterhouse          | Bitche              |
| 2 mai 1837              | 27 juin 1838            | Althorn-Sarreinsberg | Bitche              |
| 27 juin 1838            | 12 avril 1947           | Sarreinsberg         | Bitche              |
| depuis le 12 avril 1947 | depuis le 12 avril 1947 | Goetzenbruck         | Bitche              |

## Lieux et monuments
- Église paroissiale dédiée à saint Chrodegang, construite en 1841 et inscrite à l’inventaire topographique de la région Lorraine.
- Plusieurs calvaires et croix de chemin sont dressées dans la localité et ses alentours[2].